# Multimèdia interactiva
La multimèdia interactiva inclou tots aquells sistemes que s'empren en l'actualitat on mitjançant diversos elements es permet la interacció de l'usuari amb els continguts de manera diferent, fent referència a l'evolució que els sistemes multimèdia han sofert amb el pas dels anys. Va ser encunyat per primera vegada per Shavelson, R.J., Salomon, G. i Hawes, citat en els seus textos acadèmics entre 1985 i 1986. Posteriorment ho van explotar autors com John Barker i Richard N. Tucker, completant la definició i obrint un debat sobre les diferents possibilitats i l'evolució del concepte.
En els seus inicis, era simplement una manera de presentació que podia contenir imatges, text i a vegades, so; avui dia les formes d'ús que es poden aplicar a la multimèdia interactiva s'han multiplicat notablement, com també els objectius que es poden aconseguir emprant aquestes eines correctament i seguint un patró original i creatiu. Com més alt sigui el grau d'interacció de l'usuari amb el producte que té a la seva disposició, la percepció cap a ell serà molt més positiva.
La multimèdia interactiva es basa en el diàleg entre usuaris i contingut, on disseny i realització són factors principals per captar la seva atenció, doncs l'èxit depèn que la persona, receptor o usuari aconsegueixi relacionar-se totalment amb la presentació. Ajuda a obtenir la informació que es precisi i són sistemes que atreuen un públic nombrós, per la qual cosa les empreses la utilitzen amb finalitats publicitàries o comercials.
Malgrat això, la multimèdia interactiva és un dels sistemes més complicats pel que fa a disseny i estratègia a causa d'estar dotat per una alta sensibilitat en la seva part interna i física externa, per aquest motiu és necessari ser molt acurat amb materials com a pisos o sòls interactius, entre d'altres, exposats a diferents riscos.
Un bon exemple són els quioscos interactius, que poden localitzar-se en centres comercials, bancs o immobiliàries. També existeixen les anomenades pantalles interactives, molt utilitzades en àmbits com la publicitat.

## Usos de la multimèdia interactiva

### En la publicitat
Moltes vegades, la multimèdia interactiva s'utilitza amb finalitats comercials, però no es limita a l'ús d'una pantalla per visionar imatges, cal planificar i organitzar la presentació, si cal mitjançant un breu esquema; l'acció ha de ser obra d'un professional que generi una bona estratègia que combinada amb creativitat, aconsegueixi l'impacte desitjat en les persones.
La interactivitat pot expressar-se de diferents formes: a partir de l'escriptura d'un text, la pantalla tàctil o l'ús del ratolí (informàtica). Segons l'usuari la interactivitat ve donada pel control d'est sobre la informació i activitats emmagatzemades a la xarxa però en realitat interactuar comprèn una modificació del contingut multimèdia, convertint-ho de lineal a multilineal, sent controlat així plenament per l'usuari. Tot producte multimèdia interactiu ha de contenir els nivells d'interactivitat adequats, car aquest és el factor clau perquè el receptor estableixi l'aprenentatge i en retingui el contingut.
L'organització i respectiva creació d'un sistema multimèdia interactiu ha de consistir en la fusió de certes pautes com complir els objectius i necessitats del projecte i d'aquells que utilitzin el sistema o conèixer detalladament les característiques d'aquells que van a interactuar amb est. Com a productes destacats dins d'aquest camp es troben: pissarres interactives, pisos interactius o vidrieres interactives.

### En les sèries i pel·lícules
Les pel·lícules i sèries interactives s’estan popularitzant cada cop més amb la idea que l’espectador tingui una implicació directa i adopti un paper menys passiu. Aquest nou tipus de narrativa permet als espectadors influir directament en el desenvolupament de la història escollint les opcions que ell prefereixi oferint múltiples situacions i desenllaços reals. Per exemple, Late Shift és una pel·lícula de Tobias Weber estrenada l’any 2016 que conté la típica narrativa de les pel·lícules però n’afegeix diverses decisions que es poden prendre que canvien l’experiència per a cada usuari.

### Aplicació en els videojocs
Un exemple de multimèdia interactiva és el sensor kinect desenvolupat per Microsoft per a la seva consola Xbox 360, la qual reconeix el moviment corporal de l'usuari per manipular directament el vídeo jugo. Per a això s'auxilia de sensors i càmeres. Que prenen el cos com un controlador.

### Educació; multimèdia interactiva per a nens i adults
La multitudinària interactiva és un gran reclam per als establiments educacionals, que veuen en les seves presentacions una útil eina d'acarnissament. Aquestes han d'estar per sobre de tot, dotades de dinamisme perquè els alumnes més joves posin en elles tota la seva atenció i l'aprenentatge resulti un èxit.
Sempre han de tenir-se en compte les mateixes pautes: les presentacions han de ser atractives, amenes, informatives i sobretot dinàmiques; alhora el seu ús ha de ser senzill i, per tant, fàcil d'entendre, com la multimèdia aconsegueix ser millor que la interacció.

### Com a format informatiu a la xarxa
La multimèdia fa més ràpid i senzill l'accés a la informació, obrint una nova via a l'usuari gràcies a l'automatització de tasques o la fragmentació de continguts dins de la informació, per així obtenir una estructura total i correcta on decideix a quina informació vol accedir i a través de quin itinerari, fent un exercici de constant interacció.
Programes informatius fan ús de la multimèdia interactiva amb la finalitat que les notícies arribin a l'usuari sense que aquest hagi d'efectuar cap esforç, de forma immediata, valent-se bàsicament del seu intel·lecte per entendre la informació que li és transmesa.
Els límits de la interactivitat són establerts per l'usuari i la comunicació s'alimenta i depèn d'ells. La relació emissor-receptor ha adquirit una nova dimensió amb base als canvis que han sofert els mitjans, la retroalimentació dels quals amb el públic cada vegada és major. Ara els usuaris tenen el poder de decidir quan consultar o en quin moment visualitzar la informació; les dades solen estar actualitzats i principalment enfocats en la possibilitat de participació de l'usuari al llarg del procés.
L'existència de noves tecnologies provoca l'aparició de nous llenguatges i professions. Els anomenats nous professionals hauran de vetllar per l'evolució de l'àmbit interactiu, desenvolupar noves tècniques i formats, entendre el seu llenguatge i investigar els límits del contingut.
De la mateixa manera, apareixen noves formes de presentar la informació, dotant a la imatge d'un realisme superior. Canviarà l'accés als continguts i cobrarà importància la relació entre recursos multimèdia, emissors i receptors, augmentant també el nombre de canals a través dels quals es podrà accedir a la informació. L'operativitat de l'usuari serà un element fonamental del procés.

## Programari; concepte i exemples
El programari és un element clau per al funcionament de dispositius multimèdia. Domina la seva capacitat de control facilitant l'ús i la configuració del sistema operatiu. El programari conté un gran nombre d'elements tècnics necessaris per al correcte funcionament del sistema: drivers, controladors (CD-ROM, targeta de so o targeta de vídeo), peces per al desenvolupament de qualsevol aplicació informàtica o projecte multimèdia, mòduls de suport, etc.
Les aplicacions més notables s'han donat en sectors com: Plànols, directoris telefònics, mapes catàlegs, videojocs, consulta d'informació digitalitzada: projectes de realitat virtual, dissenys arquitectònics, de màquines, educació: cursos, enciclopèdies i manuals, publicitat, vendes de productes, distribució de programari, etc.
Els mitjans massius de comunicació interactiva han fet possible el respectiu desenvolupament tecnològic, buscant mitjançant la retroalimentació, la forma de satisfer a l'usuari en allò que necessiti.

## Aplicacions multimèdia
L'estructura seguida en una aplicació multimèdia és de gran rellevància doncs determina el grau i manera d'interactivitat de l'aplicació, per tant, la selecció d'un determinat tipus d'estructura condicionarà el sistema de navegació seguit per l'usuari i la possibilitat d'una major o menor interacció.
Els sistemes que permeten la interacció amb l'usuari són:
- Reticular: Facilita l'accés a informació d'un àmbit concret, moltes vegades orientada a la psicologia o l'educació. L'usuari té total autonomia per moure's dins de la pàgina i consultar allò que vaig desitjar gràcies a l'anomenat hipertext.
- Jerarquitzat: La informació està organitzada sobre la base de la seva dificultat i l'usuari accedeix a ella lliurement segons les seves necessitats.
- Programes semioberts: Contenen activitats amb diversos graus de dificultat que s'emmotllen a la recerca de l'usuari que podran al seu torn ser modificades pels especialistes gràcies a l'hipermèdia.
- Programes oberts: La informació ve donada depenent de les característiques de l'usuari, comptant amb diverses opcions perquè el creador pugui editar-la segons crea convenient.

### Aplicacions per a l'aprenentatge interactiu
- Tutorials: Tenen com a finalitat l'aprenentatge de l'usuari mitjançant vídeos o tutors cibernètics que indiquen a est els passos que ha de seguir per a comprendre la pàgina o el programa en el qual està interessat.
- Comunicadors: Mecanismes multimèdia que permeten, mitjançant un sistema de veu sintetitzada, que persones amb dificultats per a emetre sons o que pateixin trastorns motors aconsegueixin comunicar-se satisfactòriament.
- Programes de pràctica i exercici: Tenen una finalitat educativa que exploten mitjançant exercicis de caràcter divers. Seran més o menys complexos depenent de les intervencions del subjecte i de la manera en què realitzi els exercicis, fent-li saber a aquest com és el seu nivell de desenvolupament o aprenentatge.
- Visualitzadors de la parla: Incorporen sistemes de reconeixement de la parla capaces de transformar sons en text o bé en imatges en moviment. Permeten mostrar plenament les capacitats de l'ordinador.

L'evolució tecnològica és un procés imparable que a mesura que passi el temps anirà ampliant les seves fronteres, estrenyent cada vegada més la relació entre usuaris i entre usuaris i tecnologia, fent que es retroalimentin cada vegada més i els llaços informatius siguin més accessibles i fàcils de difondre a través de diferents canals i mètodes, convertint la interacció en alguna cosa constant i natural.